# Speonomus fugitivus
Speonomus fugitivus es una especie de escarabajo del género Speonomus, familia Leiodidae. Fue descrita por Edmund Reitter en 1884. Se encuentra en España.